# Kanton Jugon-les-Lacs
Der Kanton Jugon-les-Lacs (bretonisch: Kanton Lanyugon) war bis 2015 ein französischer Wahlkreis im Arrondissement Dinan, im Département Côtes-d’Armor und in der Region Bretagne; sein Hauptort war Jugon-les-Lacs.

## Gemeinden
| Gemeinde       | Bretonisch   | Einwohner (2022) | Fläche (km²) | Code postal | Code Insee |
| -------------- | ------------ | ---------------- | ------------ | ----------- | ---------- |
| Dolo           | Doloù        | 672              | 11.88        | 22270       | 22051      |
| Jugon-les-Lacs | Lanyugon     | 1817             | 26.15        | 22270       | 22084      |
| Plédéliac      | Pledeliav    | 1.602            | 51.75        | 22270       | 22175      |
| Plénée-Jugon   | Plened-Yugon | 2.533            | 61.36        | 22640       | 22185      |
| Plestan        | Plestan      | 1.637            | 32.81        | 22640       | 22193      |
| Tramain        | Tremaen      | 700              | 9.25         | 22640       | 22341      |
| Kanton         | Lanyugon     | 8.432            | 193.20       | -           | 2217       |

## Bevölkerungsentwicklung
| 1975 | 1982 | 1990 | 1999 | 2006 | 2012 |
| ---- | ---- | ---- | ---- | ---- | ---- |
| 7316 | 7127 | 7006 | 7200 | 7825 | 8432 |